# 三氟化镎
三氟化镎 ，又称氟化镎(III) 是一种 无机化合物，由镎和氟组成，化学式 NpF3。

## 制备
三氟化镎可以由二氧化镎在 500 °C下和氢气与氢氟酸 化合而成：
{\displaystyle \mathrm {2\ NpO_{2}\ +\ H_{2}\ +\ 6\ HF\ \longrightarrow \ 2\ NpF_{3}\ +\ 4\ H_{2}O} }

## 性质

### 物理性质
三氟化镎是一种紫色固体，熔点 1425 °C。它是氟化镧结构的，晶格参数a = 712.9 pm 和c = 728.8 pm.

### 化学性质
三氟化镎在 500 °C 仍可被氟气继续氟化成挥发性的六氟化镎 (NpF6)。
{\displaystyle {\ce {2 NpF3 + 3 F2 -> 2 NpF6}}}
三氟化镎在氧气和氟化氢的混合物中被氟化成四氟化镎 (NpF4)。
{\displaystyle {\ce {4 NpF3 + O2 + 4 HF -> 4 NpF4 + 2 H2O}}}
它会和氧气 (O2) 不寻常反应，形成四氟化镎和二氧化镎。
{\displaystyle {\ce {4 NpF3 + O2 -> 3 NpF4 + NpO2}}}
金属镎可以由钡或锂在 1200 °C 下还原三氟化镎而成。
{\displaystyle {\ce {2 NpF3 + 3 Ba -> 2 Np + 3 BaF2}}}